# Наводници
Наводници [„…”] су интерпункцијски знак којим писац текста издваја речи које нису његове, него су преузете. Већина људи у данашње време, првенствено дигитално, пише тзв. „пра̏ве наводнике” ("…"), који су настали због писаћих машина и данас су искључиво у неформалној употреби. Понекад се у српском језику виђају немачки наводници („…“ и »…«). Уколико се ради о приповједачкој прози наводницима се означавају дијалози, што значи да су то знаци који по жељи писца текста замјењују црту [—].
Наводници могу обиљежавати ријечи којима писац текста даје супротно значење од оног које иначе има (те ријечи се изричу са иронијом, подсмјехом, сумњом итд.). Наводницима се могу издвајати наслови дјела, одређена имена различитих установа, публикација, као и фигуративно значење општих појмова — нарочито ако постоји могућност забуне ако се као име користи ријеч која иначе има друго значење.
Полунаводници [’…’] су варијанта наводника и користе се ако се издваја ужи навод у оквиру ширег навода, који је означен наводницима. Могу се писати умјесто наводника или курзива као блажи вид издвајање неког обрасца или појма.